# Android Automotive

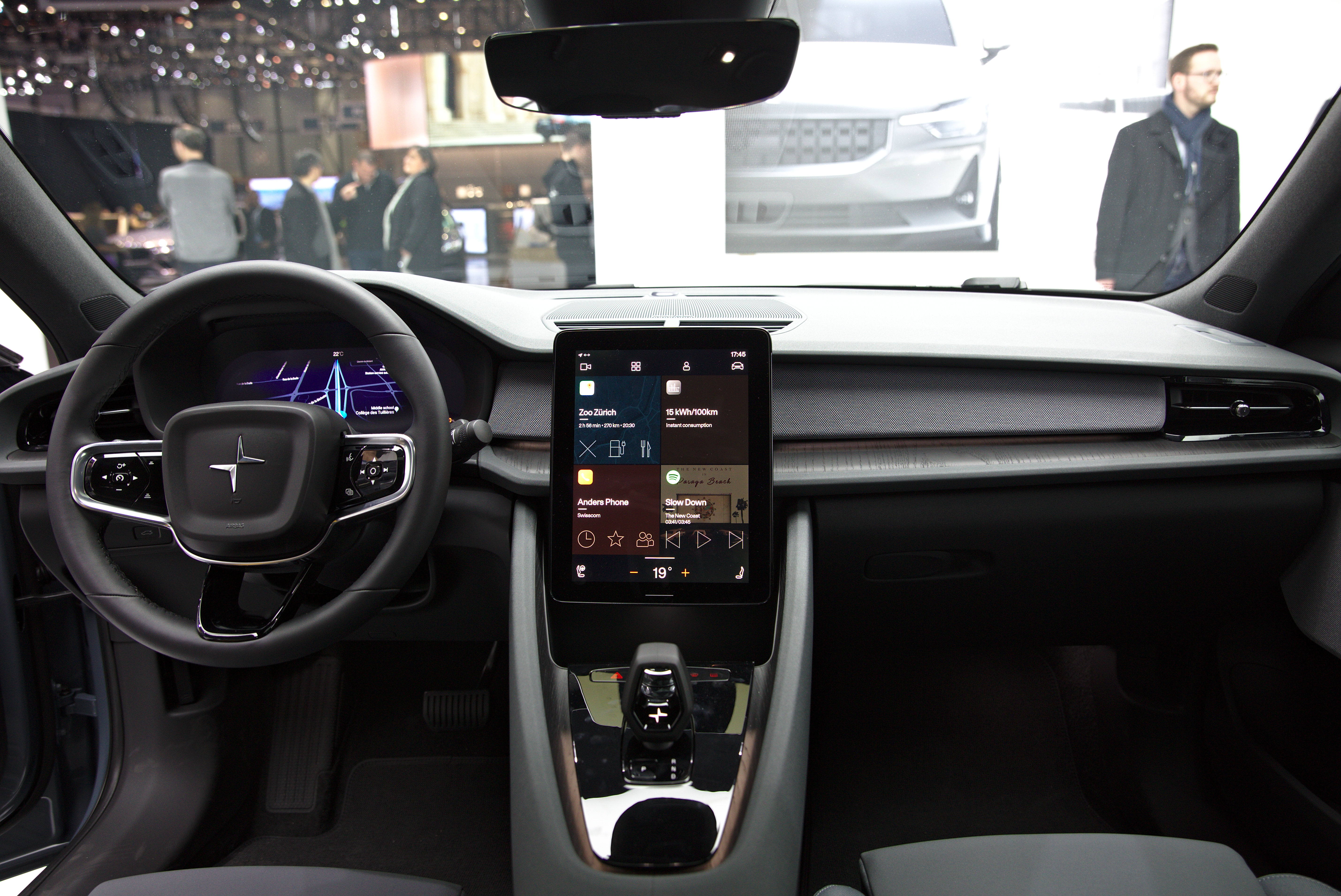

Android Automotive又名Android Automotive OS或AAOS，是Google的Android操作系统的变体，也是一款开源操作系统，专为车辆仪表板中的使用而量身定制。该平台于2017 年3月推出， 该平台由Google和英特尔 与沃尔沃和奥迪等汽车制造商共同开发。 该项目旨在为汽车制造商提供操作系统代码库，以便於汽车制造商開發自己的操作系统版本。 人們通過Android Automotive可以查看消息、导航和放音乐播以及控制空调。 
与Android Auto相比，Android Automotive是运行在车辆上的完整操作系统，它並不依赖智能手机来操作。 